# 第22次世界童軍大露營
第22次世界童軍大露營於2011年7月27日至8月7日在瑞典南部克里斯蒂安斯塔德市镇的Rinkaby舉行。活動主題是「Simply Scouting」。來自166個國家和地區的40,061名童軍、領袖和成年志工參與了這次大露營。

## 營徽
第22屆瑞典世界童軍大露營的營徽，由世界童軍徽與十朵分別代表著大露營重要元素的雲組成，雲朵也蘊含著大露營的理想和夢想。
| 圖示 | 名稱   | 意義 |
| ---- | ------ | --- |
|      | 帳篷   | 大露營中充滿著各種各種帳篷，他們同時代表著各小隊以及分營區，是露營期間最重要的元素。                                                   |
|      | 鴿子   | 鴿子象徵大露營的核心思想-和平，同時也代表著自然。所有的參與夥伴將能在大露營中享受瑞典的戶外生活。                                      |
|      | 蠟燭   | 象徵著寂靜，透過大露營讓來自世界各國的童軍團結一致，探索彼此的心靈，並發現相互接納的方法。                                             |
|      | 星星   | 大露營中有許多活動可以讓童軍伙伴展現自我，每位參與的伙伴將如同星辰般閃耀。                                                             |
|      | 音樂   | 無論何時何地，大露營總是充滿著音樂，從大會活動到個人的自彈自唱，童軍總是充滿著音樂。                                                   |
|      | 森林   | 瑞典童軍經常在森林中進行活動，而在營地中也有一些小森林，可以讓童軍伙伴們進行活動或休息。童軍非常關注自然環境，森林的符號也象徵著自然。 |
|      | 麋鹿角 | 麋鹿是瑞典最具代表性的動物，它象徵著瑞典作為這次活動的東道主。                                                                         |
|      | 營火   | 是童軍最經典，也是最快樂的事。 |
|      | 船     | 象徵著水上活動，大部分的參與伙伴有機會在營外活動(Camp in Camp)體驗到瑞典的水上活動。                                                   |
|      |        | 這個符號是開放的，歡迎任何人發表對他的看法                                                                                             |

## 參加人員

### 童軍(Participants)
來自世界各地的大露營參加者，年齡介於14歲～17歲。每9位童軍組成一個小隊(patrol)。

### 領隊(Unit leaders)
成年的童軍領隊，每個小隊皆有一位領隊。

### 代表團管理團隊(Contingent Management Team，CMT)
負責處理各國國家代表團事務。

### 國際服務隊(International Service Team，IST)
來自世界各地的成人童軍，確保大露營從活動、交通、衛生、飲食，每個環節皆能運作順暢

## 營地規劃

### 分營區
這次的大露營依照四季分出了春、夏、秋、冬四個鎮，其中春之鎮是國際服務隊與其餘成年伙伴的營地，夏、秋、冬三個鎮則是屬於參加人員的營地
- 春之鎮

春之鎮是一個成人村，禁止未成年的參加人員進入，主要是國際服務隊與其餘成年伙伴的營地。在這裡並沒有分營區或小隊的編制，也提供了春之鎮自己的活動。

另外三個鎮，每個鎮底下再分出５到６個分營區，分營區皆以瑞典的地名（城市、省分、河流）來命名。每個分營區當中皆有數十個團(Unit)，每個團皆有4個小隊(patrol)，每個小隊則由9名青少年童軍及1名成年領隊所組成

| - 夏之鎮 - Finnerödja - Karlstad - Smögen - Stockholm - Vimmerby - Visby | - 秋之鎮 - Bohuslän - Hunneberg - Kivik - Klarälven - Sarek - Svedala | - 冬之鎮 - Jukkasjärvi - Kiruna - Mora - Polcirkeln - Åre - Örnsköldsvik |

## 營地活動

### 閉幕典禮
閉幕典禮於2011年8月6日舉辦，搖滾樂團歐洲合唱團帶來了包括"The Final Countdown"等知名歌曲；此外比利時女歌手凱特·萊恩(Kate Ryan)也同樣出席盛會，但是在她演出一半時，會場卻下起了大雨。典禮最後，所有與會的童軍伙伴一起重溫了童軍諾言，包括了瑞典國王。